# Nian (Doumbala)
Pour les articles homonymes, voir Nian.
Nian est une commune située dans le département de Doumbala de la province de Kossi au Burkina Faso.

## Santé et éducation
La commune accueille un dispensaire.